# Папиа-кристанг
Папиа-кристанг (Papiá Kristang) — креольский язык на португальской основе, распространённый на территории города Малакка в западной части Малайзии, а также в диаспорах в Сингапуре и Куала-Лумпуре. Субстратом папиа-кристанг является малайский язык.

## Социолингвистические сведения
В результате португальской колониальной экспансии в XV-XVI вв. на территории Африки, Азии и Малайского архипелага зародилось множество контактных языков на португальской основе. Со временем многие из них креолизировались, сохраняя как общие черты, так и уникальные особенности, связанные с каждым отдельным ареалом. Кристанг — один из таких креолов. То же название — кристанги — носят и представители этнической группы, состоящей из потомков португальских переселенцев в Малакке и метисов, некоторые их которых являются носителями языка кристанг.
На протяжении всей своей истории сообщество кристангов находилось в ситуации диглосии, то есть общение между ними происходило на разных языках в зависимости от контекста речевой ситуации. Однако статус кристанга как "высокого" (H) или "низкого"(L) языка менялся со временем. Несмотря на то, что язык появился в качестве средства коммуникации между привилигированной (португальская администрация) и непривилигированной (местное население) частями сообщества, то есть в начале своего существования являлся H-языком для жителей Малакки, после установления в городе новой, голландской, администрации он же стал L-языком. Это же событие предотвратило декреолизацию кристанга: носители португальского покинули город, и непосредственный контакт с языком-лексификатором прекратился.
В городе и штате Малакка кристанги являются этническим меньшинством. Наиболее крупные этнические группы в Малакке — это малайцы, китайцы и индийцы (65%, 23.7%, 5.6% от населения штата, соответственно). Статус официального имеют три языка: малайский, английский и хакка. Кристанги на данный момент составляют около 0.5% от общего числа жителей штата Малакка.
На данный момент кристанг находится под угрозой исчесзновения. Большинство носителей языка — пожилые, дети усваивают его как родной крайне редко. Многие практики, ранее способствовавшие сохранению языка, сейчас уходят в прошлое: католические мессы проходят только на официальных языках Малакки, рыбалка, которая была традиционным занятием кристангов, перестаёт быть экономически выгодной в связи с изменением социоэкономических условий и, соотвественно, язык уходит из употребления. Тем не менее, можно сказать, что попытки ревитализации языка имели определённый успех. Самая известная исследовательница и носитель языка, Джоан Марбек, написала множество учебных пособий и словарей — в том числе, кристанг-русский словарь. В частности, благодаря её усилиям, количество людей, владеющих кристангов как вторым языком, за последние годы увеличилось вчетверо. Кроме того, курсы кристанга как второго языка в Сингапуре проводит проект "Kodrah Kristang" (что можно перевести как "разбудить кристанг"), направленный на ревитализацию языка и повышение уровня осведомлённости жителей Сингапура о нём.

## Типологическая характеристика

### Степень свободы выражения грамматических значений
Кристанг, как и многие другие креолы, является аналитическим и изолирующим языком. Грамматические значения выражаются при помощи отдельных служебных слов или при помощи редупликации. Границы слов в подавляющем большинстве случаев совпадают с границами морфем. Однако, встречаются отдельные редкие именные лексемы, сохранившие родовые окончания:
| (1) | yo  | lo  | papia    | net-a  | net-u | papia    | Kristang |
|     | 1SG | HAB | говорить | внучка | внук  | говорить | кристанг |

Обычно, когда я разговариваю с внуками, я говорю на кристанге

### Тип ролевой кодировки
Ролевая кодировка языка кристанг — аккузативная. Единственный аргумент при нетранзитивном глаголе, как и аргумент, выполняющий роль агенса при транзитивном глаголе, никак не маркируется. Аргумент, выполняющий при транзитивном глаголе роль пациенса, выделяется при помощи препозитивной частицы ku:
| (2) | bos | ja  | sai     |
|     | 2SG | PFV | уходить |

Ты ушёл
| (3) | eli | ja  | mureh   |
|     | 1SG | PFV | умирать |

Он(а) умер(ла)
| (4) | bos | kere   | nggana   | ku  | eli     |
|     | 2SG | хотеть | обмануть | ACC | уходить |

Ты хочешь обмануть его(её)
Следует отметить, что частица ku не является исключительно маркером пациентивной роли и может использоваться для выражения многих других видов семантической связи между глаголом и существительным или между двумя существительными — например, выполнять комитативную функцию (5). Кроме того, употребление этой частицы перед прямым дополнением, судя по всему, необязательно (6):
| (5) | yo  | sa  | papa | ta   | bai  | mar  | ku | yo  | sa  | kanyong      |
|     | 1SG | GEN | отец | PROG | идти | море | с  | 1SG | GEN | старший брат |

Мой отец идёт рыбачить с моим старшим братом
| (6) | eli | ja  | pega   | pesi |
|     | 3SG | PFV | ловить | рыба |

Он(а) поймал(а) рыбу

### Локус маркирования
Маркирование в поссесивной группе — вершинное: частица sa, выражающая значение обладания, ставится перед словом, обозначающим обладаемое:
| (7) | yo  | sa  | kambrakambradu |
|     | 1SG | GEN | друг-PL        |

мои друзья
| (8) | ake  | kaza | ponta | ki  | sa  | klor? | ake  | kaza | bedri   |
|     | этот | дом  | край  | что | GEN | цвет  | этот | дом  | зелёный |

Этот крайний дом, какой у него цвет? Этот дом зелёный.
В предикации синтаксические роли участников не маркируются ни на глаголе, ни на его аргументах (за исключением прямых дополнений, маркированных частицей ku).

### Порядок слов
Базовый порядок слов в клаузе — SVO, однако допустим порядок VOS, если говорящий хочет сакцентировать внимание на действии:
| (9) | papia    | Kristang | olotu | ngka | mutu  | chadu |
|     | говорить | кристанг | 3SG   | NEG  | очень | умный |

Они не очень хорошо говорят на кристанге

## Особенности языка

### Фонология
Фонологическая система языка кристанг состоит из 18 согласных и 9 гласных фонем.
|             | билабиальные | лабио-дентальные | альвео-дентальные | альвеорярные | палато-альвеорярные | велярные |
| взрывные    | p            |                  | t                 |              |                     | k        |
| взрывные    | b            |                  | d                 |              |                     | g        |
| аффрикаты   |              |                  |                   |              | c                   |          |
| аффрикаты   |              |                  |                   | j            |                     |          |
| фрикативы   |              | f                | s                 |              |                     |          |
| фрикативы   |              | (v)              | z                 |              |                     |          |
| носовые     | m            |                  | n                 |              | ñ                   | ng       |
| дрожащие    |              |                  |                   | r            |                     |          |
| латеральные |              |                  | l                 |              |                     |          |

Несколько замечаний о дистрибуции согласных:
- /v/ встречается в очень небольшом количестве лексических единиц. Старшие носители различают фонемы /b/ и /v/ чаще молодых.
- Носовые фонемы в позиции перед согласным ассимилируют с правым контекстом по месту образования и поэтому не различаются фонологически: /m/ перед билабиальными, /ng/ — перед велярными, /n/ — во всех остальных случаях, /ñ/ в таких контекстах не встречается.
- Так как /m/ и /n/ крайне редко встречаются в позиции конца слова, а /ñ/ не встречается в этой позиции вовсе, исследователи предполагают, что фонема /ng/ движется в сторону позиционного варианта остальных носовых согласных.Трапеция гласных в языке кристанг

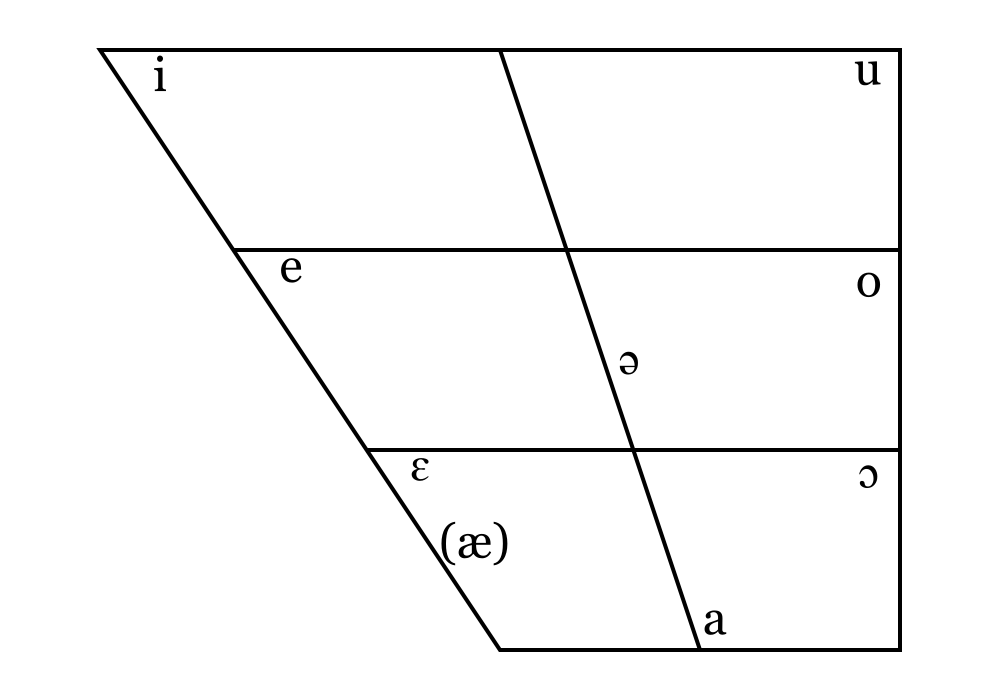
Трапеция гласных в языке кристанг

- /z/ не встречается в начале слова (кроме слова [zuña] — “бить”)

В языке кристанг различается 9 гласных фонем. Однако, не все из них имеют одинаково широкую дистрибуцию и распространены в лексиконе.
- Статус закрытых гласных /ɛ/ и /ɔ/ как фонем оспаривается: последовательное различение как /ɛ/ от /e/, так и /ɔ/ от /o/ прослеживается в ограниченном количестве контекстов. Чередования o/ɔ и e/ɛ в начале и конце слова, а также в окружении неекоторых согласных несистемны и зависят от экстралингвистических факторов.[7]
- /æ/ — маргинальный элемент фонологической системы, встречающийся в основном в заимствованиях из английского языка.

### Морфология
Некоторые слова языка кристанг, как упоминалось ранее, сохранили грамматический род, который был свойственен им в языке-лексификаторе. Это немногочисленная группа прилагательных и существительных, причём прилагательные, как правило, употребляются также и в качестве существительных, обозначающих человека, обладающих соответствующим свойством, например, “belu” может значить “старый” или “старый мужчина”, “bela” — “старая” или “старая женщина”. Родом “по умолчанию” является мужской. Прилагательные, обладающие категорией рода, согласуются с существительными вне зависимости от того, есть ли грамматический род у них, в соответствии с их значением. Отсутствие гармматического рода у большинства слов, а также образование множественного числа при помощи редупликации, характерны и для малайского языка — субстрата кристанга.
Привлекают внимание отрицательные частицы в языке кристанг. Их различают четыре — ngka, nadi, nenang, nang.
Частица ngka (nungka) обозначает общее отрицание как перед предикатами, так и перед другими синтаксическими составляющими. Этимологически она происходит не от португальской отрицательной частицы não, а от местоимённого наречия nunca ("никогда"). Такое происхождение отрицательных частиц объединяет большинство креольских языков на португальской основе. Частица ngka не может быть использована при предикатах, перед которыми стоят аспектуальные частицы ja или loqu, обозначающие перфектив и будущее время соответственно. В результате слияния с этой частицей несколько модальных глаголов (например, misti — глагол со значением долженствования) образуют отрицательные формы:
| (10) | eli | numisti    | bai  |
|      | 3SG | NEG-должен | идти |

Он не должен идти
Частица nenang модифицирует значение предиката, добавляя одновременно отрицание и значение завершённости, как бы заменяя частицы ngka и ja. На русский её можно перевести как "ещё не". Временная принадлежность предиката этой частицей не определяется и зависит от контекста:
| (11) | eli | nenang  | bai  | kaza |
|      | 3SG | NEG-PFV | идти | дом  |

Он ещё не пришёл/придёт домой
Частица nadi похожа на nenang, но выражает значение будущего времени:
| (12) | eli | nadi    | kanta |
|      | 3SG | NEG-FUT | петь  |

Он не будет петь
Частица nang используется только в побудительных предложениях:
| (13) | (bos) | nang    | bebe |
| ---- | ----- | ------- | ---- |
|      | 1SG   | NEG-IMP | пить |

Не пей!
Некоторые из перечисленных частиц находят себе прямые параллели в малайском языке. Так, частице nang функционально соответствует малайская jangan, а nenang употребляется так же, как малайская частица belum.

## Список сокращений
- 1 — 1 лицо
- 2 — 2 лицо
- 3 — 3 лицо
- ACC — показатель прямого дополнения
- IMP — императив
- FUT — будущее время
- GEN — показатель обладаемого
- HAB — хабитуалис
- NEG — отрицание
- PFV — перфектив
- PL — множественное число
- PROG — прогрессив
- SG — единственное число